# Перемога (футбольний клуб)
Футбольний клуб «Перемога» — український футбольний клуб з міста Дніпро, заснований у 2017 році. У 2020—2021 роках мав професійний статус і виступав у Другій лізі чемпіонату України. Домашні матчі приймав на стадіоні «Олімпійські резерви».

## Історія
Заснований у 2017 році.

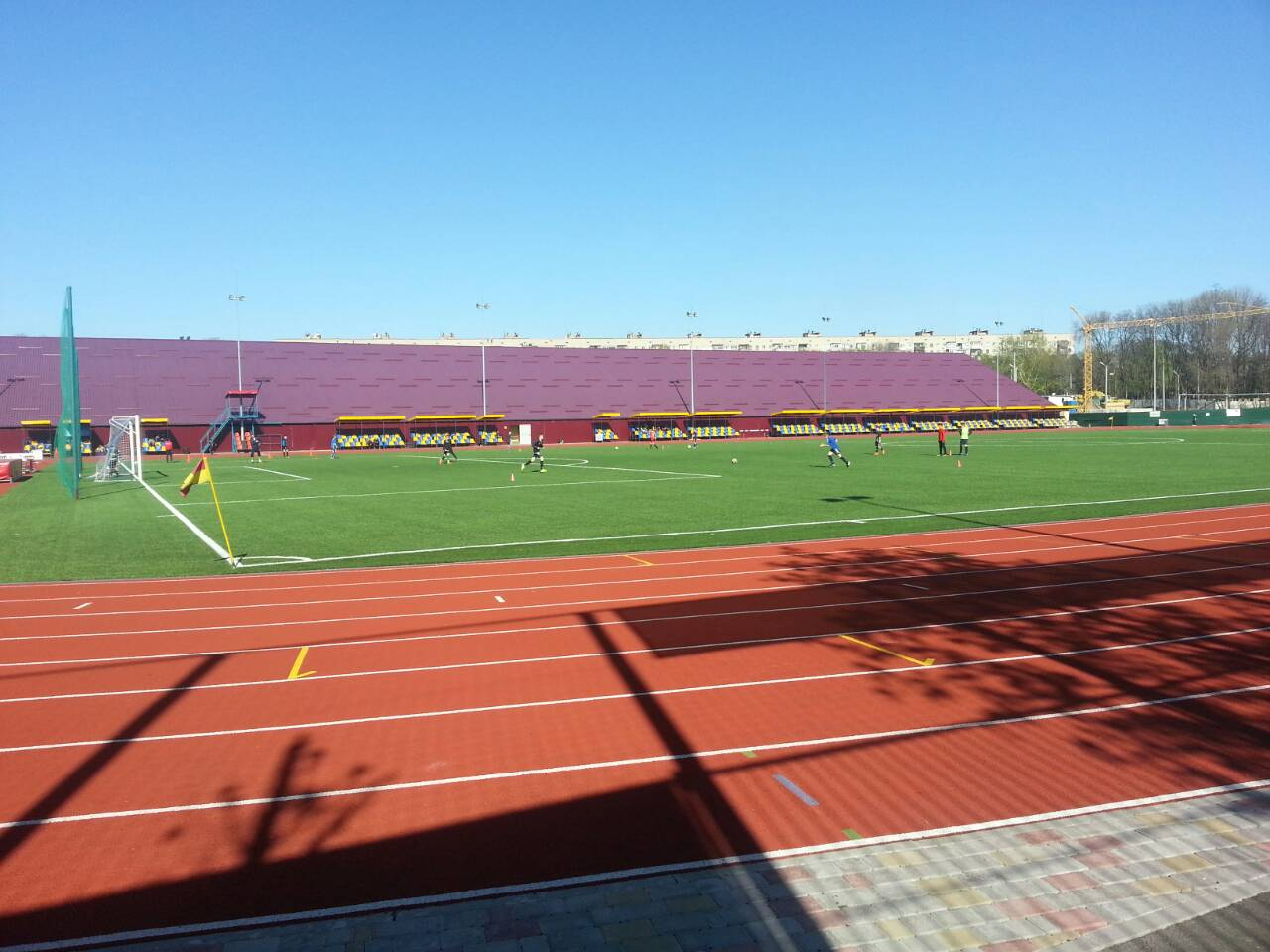
Стадіон «Олімпійські резерви»

У сезонах 2020/21 та 2021/22 виступав у Другій лізі чемпіонату України. У першому ж своєму сезоні у статусі професійного клубу зумів утриматися у Другій лізі, посівши 9-те місце у своїй групі. В наступному сезоні, не завершенному через повномасштабне російське вторгнення в Україну, на момент зупинки чемпіонату посідав у своїй групі 3-тє місце.